# Dirphya similis
Dirphya similis är en skalbaggsart som beskrevs av Charles Joseph Gahan 1894. Dirphya similis ingår i släktet Dirphya och familjen långhorningar.
Artens utbredningsområde är:
- Malawi.
- Moçambique.
- Zimbabwe.

Inga underarter finns listade i Catalogue of Life.